# 元慶
元慶（877年6月1日~885年3月11日）是平安時代之陽成天皇及光孝天皇之年號。

## 改元
- 貞觀十九年四月十六（877年6月1日） 改元。
- 元慶九年二月廿一（885年3月11日） 改元仁和。

## 紀年
| 元慶 | 元年  | 二年  | 三年  | 四年  | 五年  | 六年  | 七年  | 八年  | 九年  |
| 公元 | 877年 | 878年 | 879年 | 880年 | 881年 | 882年 | 883年 | 884年 | 885年 |
| 干支 | 丁酉  | 戊戌  | 己亥  | 庚子  | 辛丑  | 壬寅  | 癸卯  | 甲辰  | 乙巳  |